# Penguin Random House
Penguin Random House mit Sitz in New York City ist die größte Gruppe von Publikumsverlagen der Welt. Sie entstand 2013 durch Zusammenschluss von Random House und Penguin Books. Das Unternehmen gehört dem deutschen Medienkonzern Bertelsmann. Penguin Random House ist vor allem in der englisch- und spanischsprachigen Welt präsent. Die deutsche Tochtergesellschaft ist die Penguin Random House Verlagsgruppe mit Sitz in München. Die Gruppe besteht aus mehr als 250 eigenständig am Markt agierenden Einzelverlagen und bringt jährlich mehr als 15.000 Neuerscheinungen auf den Markt.

## Geschichte
2012 wurde bekannt, dass Bertelsmann und der Pearson-Konzern, Inhaber von Penguin, über eine Fusion ihrer Verlagsgruppen verhandelten. Die offizielle Bestätigung des Zusammenschlusses erfolgte am 29. Oktober 2012 unter Vorbehalt der kartellrechtlichen Prüfung. Zu diesem Zeitpunkt erzielte Random House etwa 1,7 Milliarden Euro Umsatz, der Erlös von Penguin Books belief sich auf umgerechnet 1,3 Milliarden Euro. Erklärt wurde die Fusion beider Verlagsgruppen mit den Herausforderungen der digitalen Verbreitung von Büchern, sowie einer stärkeren Internationalisierung der Geschäfte. Bertelsmann übernahm 53 % an Penguin Random House, Pearson 47 % der Anteile am Unternehmen.
Im Februar 2013 genehmigte das Justizministerium der Vereinigten Staaten die Fusion ohne Auflagen, wenige Monate später folgte auch die Zulassung der Europäischen Kommission. Sie stellte fest, dass Penguin Random House weiterhin mit mehreren starken Wettbewerbern konkurrieren werde. Auch im Bereich der Buchproduktion wurden die Marktanteile der beteiligten Unternehmen als gering bewertet. Ihren Abschluss fand die Fusion am 1. Juli 2013, die Leitung des Verlags übernahm Markus Dohle. Penguin Random House umfasst seitdem sämtliche Niederlassungen in den Vereinigten Staaten, Kanada, Großbritannien, Australien, Neuseeland, Indien und Südafrika sowie Spanien und Lateinamerika. Nachdem Bertelsmann 2012 sämtliche Anteile an dem Joint Venture Random House Mondadori erworben hatte, werden die spanischsprachigen Verlage nach der Fusion unter dem Dach der Penguin Random House Grupo Editorial mit Sitz in Barcelona fortgeführt.
Im Juli 2017 gab Bertelsmann bekannt, 22 % der von Pearson gehaltenen Anteile zu übernehmen, sodass nun Bertelsmann mit 75 % und Pearson mit 25 % beteiligt waren. Im Dezember 2019 teilte Bertelsmann mit, dass man im zweiten Quartal 2020 auch die bisher noch bei Pearson verbliebenen Anteile übernehmen wolle.
Ende November 2020 wurde bekannt, dass Penguin Random House die US-Verlagsgruppe Simon & Schuster für 2 Milliarden US-Dollar von ViacomCBS übernehmen wollte. Das Vorhaben wurde nach gerichtlicher Untersagung im Jahr 2022 nicht weiterverfolgt.

## Kritik
Nach der Fusion wurden Stimmen laut, die sich kritisch über die Tatsache äußerten, dass Random House nunmehr ein Viertel der weltweiten Buchproduktion kontrolliert. Für Autoren könne dies zu Verschlechterungen führen, unter anderem dann, wenn die Verlage der Gruppe nicht mehr um Buchrechte konkurrieren würden.